# Ceanu Mic, Cluj

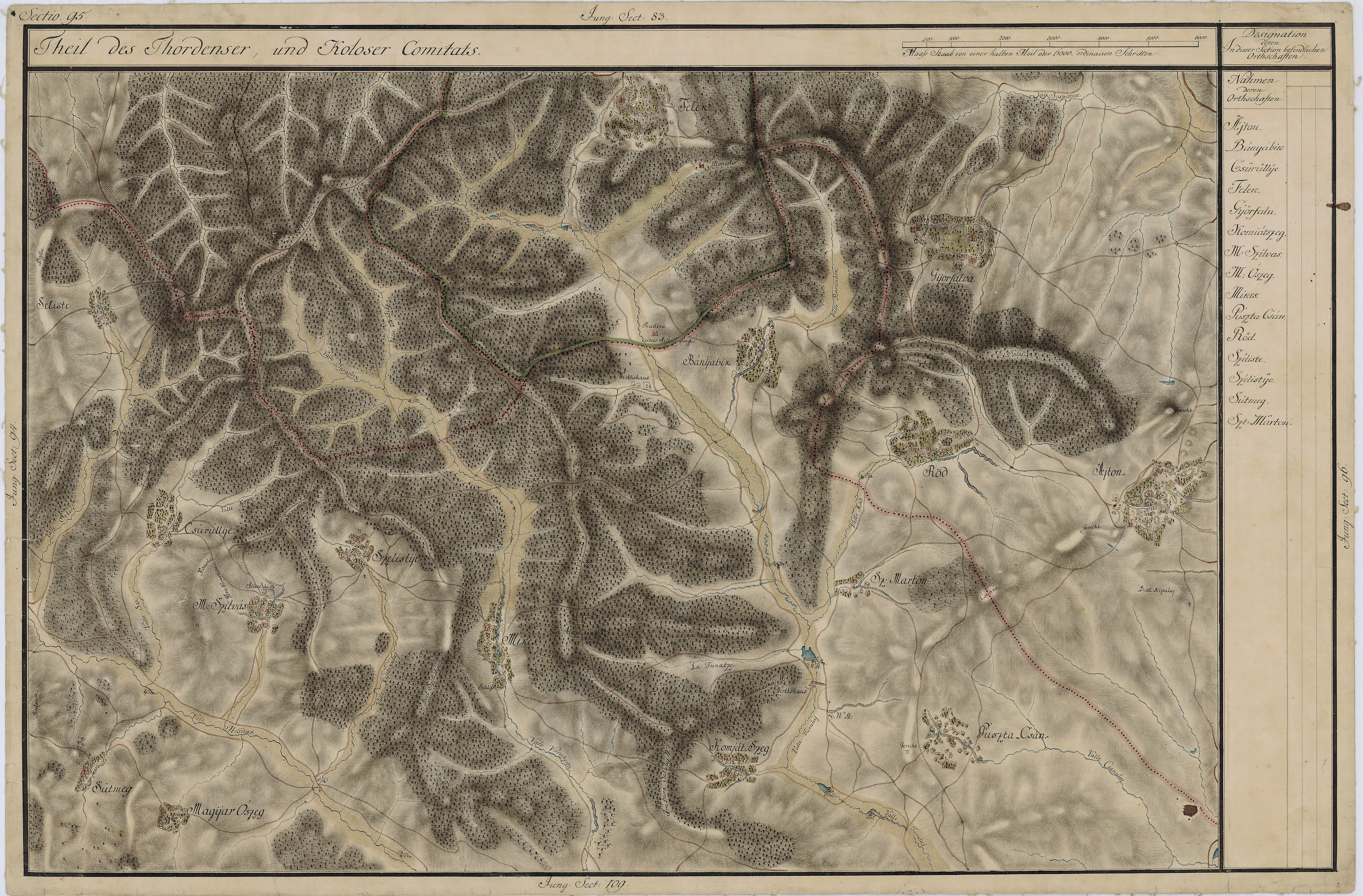
Ceanu Mic pe Harta Iosefină a Transilvaniei, 1769-1773 (Sectio 095)

Ceanu Mic, alternativ Ceanu Deșert (în maghiară Pusztacsán) este un sat în comuna Tureni din județul Cluj, Transilvania, România.

## Istoric
Pe aici trecea probabil drumul roman care unea Potaissa (Turda) cu Napoca (Cluj).
Așezarea romană din punctul “Valea Rozelor” este înscrisă pe Lista monumentelor istorice din județul Cluj, elaborată de Ministerul Culturii din România în anul 2015.
Satul apare menționat inițial (1366) cu numele de "Chan", apoi la 1377 "Poss Chan", la 1489 "Thurchan", în anii 1750 "Puszta Csan", în 1850 "Csan Mik", revenind apoi la numele de "Puszta Csan" în 1854. Este menționat faptul că pe la sfârșitul secolului al XIII-lea și începutul secolului al XIV-lea, localitatea era considerată sat cnezal, în voievodatul Cean.
În 1658 localitatea a fost complet distrusă la o invazie a turcilor și tătarilor {necesită citare sursă !}. După 1679, repopulată cu români {necesită citare sursă !}.
Pe Harta Iosefină a Transilvaniei din 1769-1773 (Sectio 095), localitatea apare sub numele de „Puszta-Csán”. La vest de sat pe hartă este marcat prin "Gericht" și prin semnul π un loc de pedepsire publică a delicvenților în perioada medievală.

## Date geografice
Pe teritoriul acestei localități se găsesc izvoare sărate, saramura fiind întrebuințată din vechi timpuri de către localnici. 

## Demografie
De-a lungul timpului populația localității a evoluat astfel:

## Biserica
Lăcașul a fost construit în anul 1890 ca biserică greco-catolică, în timpul păstoririi preotului Samuel Poruțiu. Are hramul „Sfinții Arhangheli Mihail și Gavriil”. Materialele de construcție au fost cărămida și piatra de râu. Lăcașul de cult a fost împodobit iconografic între anii 1989-1991 de către pictorii Tecla Petru și Mocan Vasile, în tehnica tempera. Iconostasul datează din anul 1991, fiind pictat de aceiași pictori. Ultima sfințire a fost făcută în data de 15 iulie 2012 de mitropolitul Clujului, Andrei Andreicuț.

## Personalități
- Simion Poruțiu (n.1867, Ceanul Mic - d. 1932, Turda), Subinspector școlar și memorandist, deputat în Marea Adunare Națională de la Alba Iulia 1918.
- Baziliu Poruțiu (1878 - 1945), deputat în Marea Adunare Națională de la Alba Iulia 1918

## Galerie de imagini

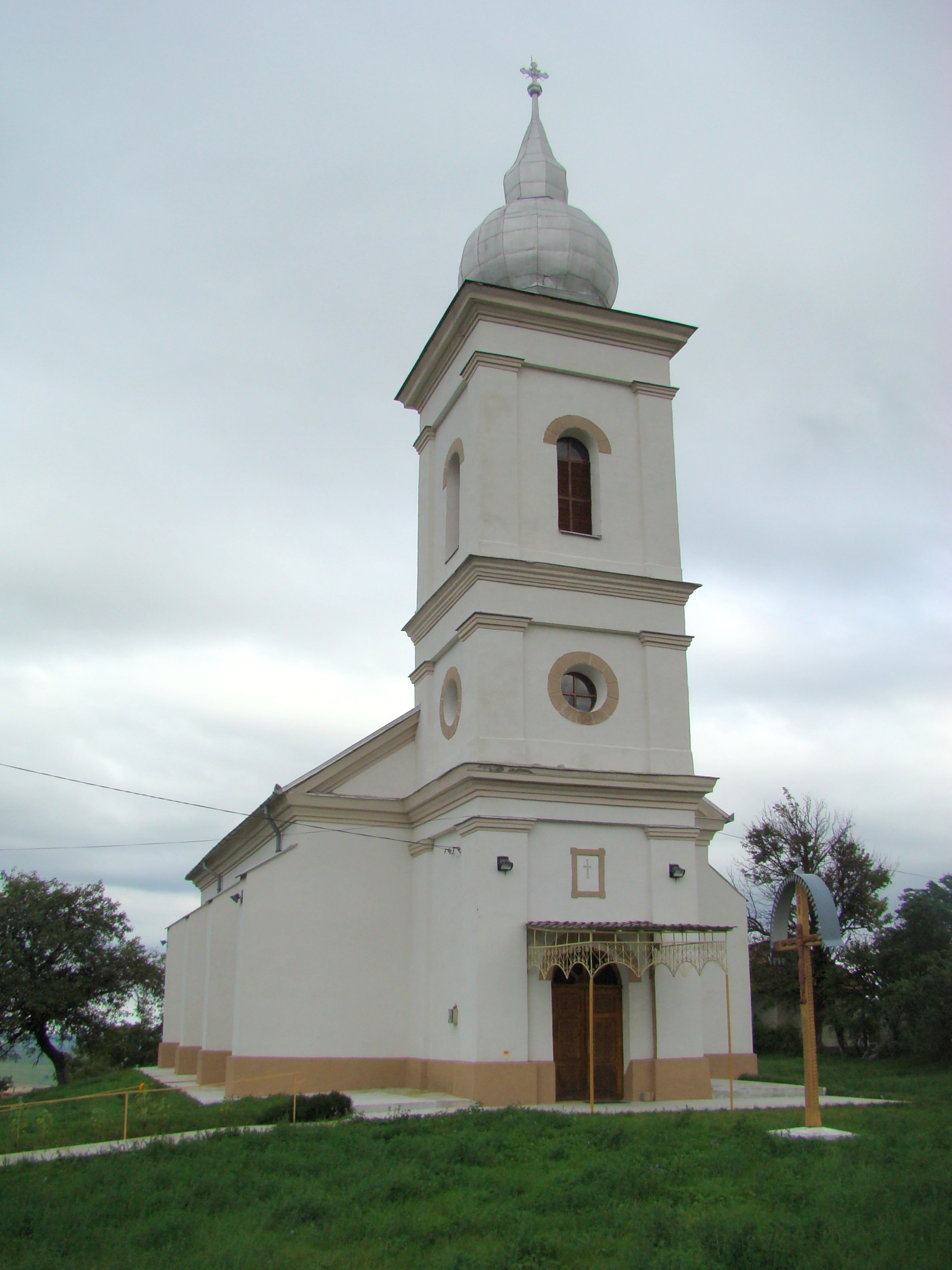
Biserica greco-catolică (1890)
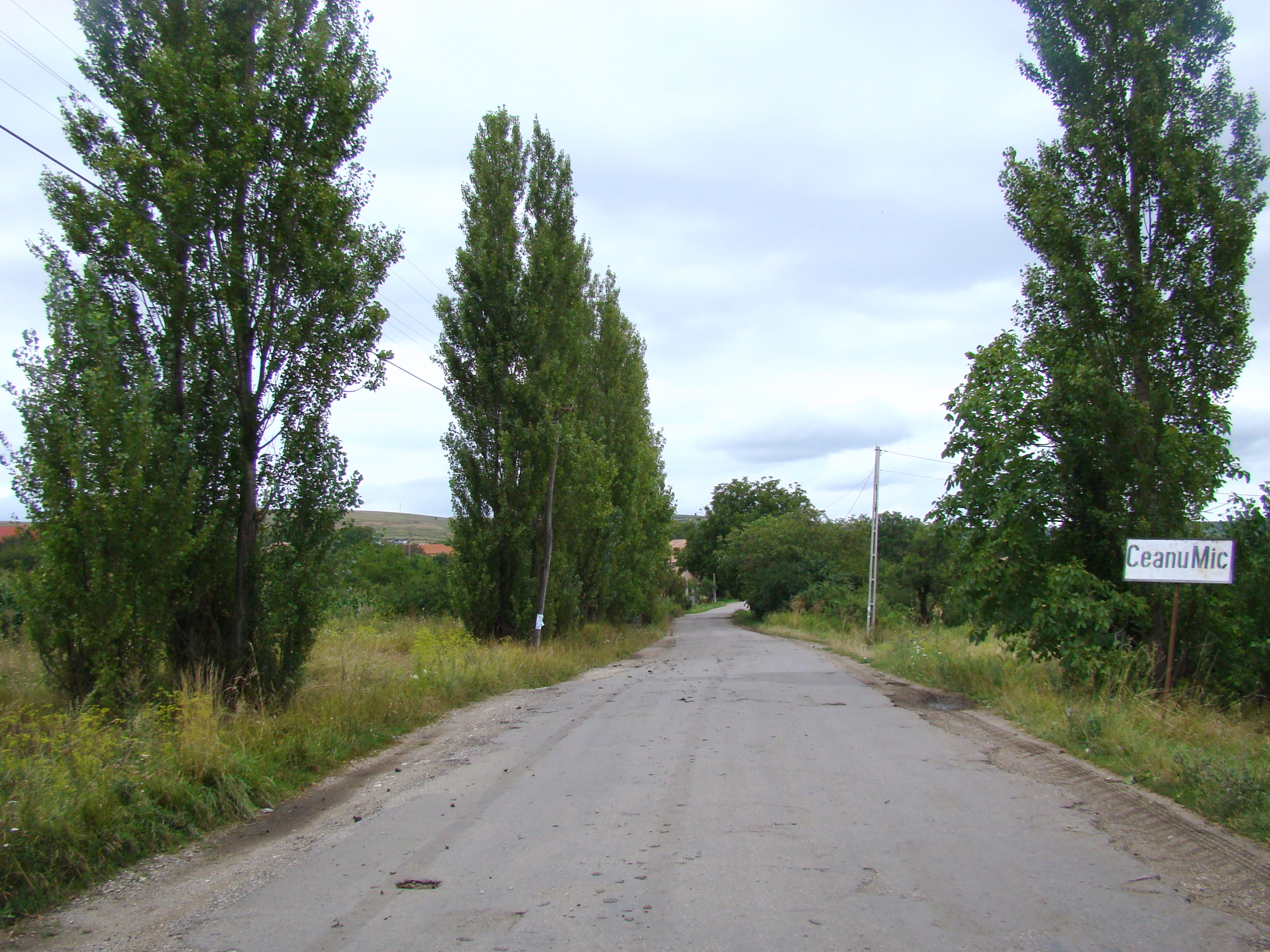
Intrarea în localitate
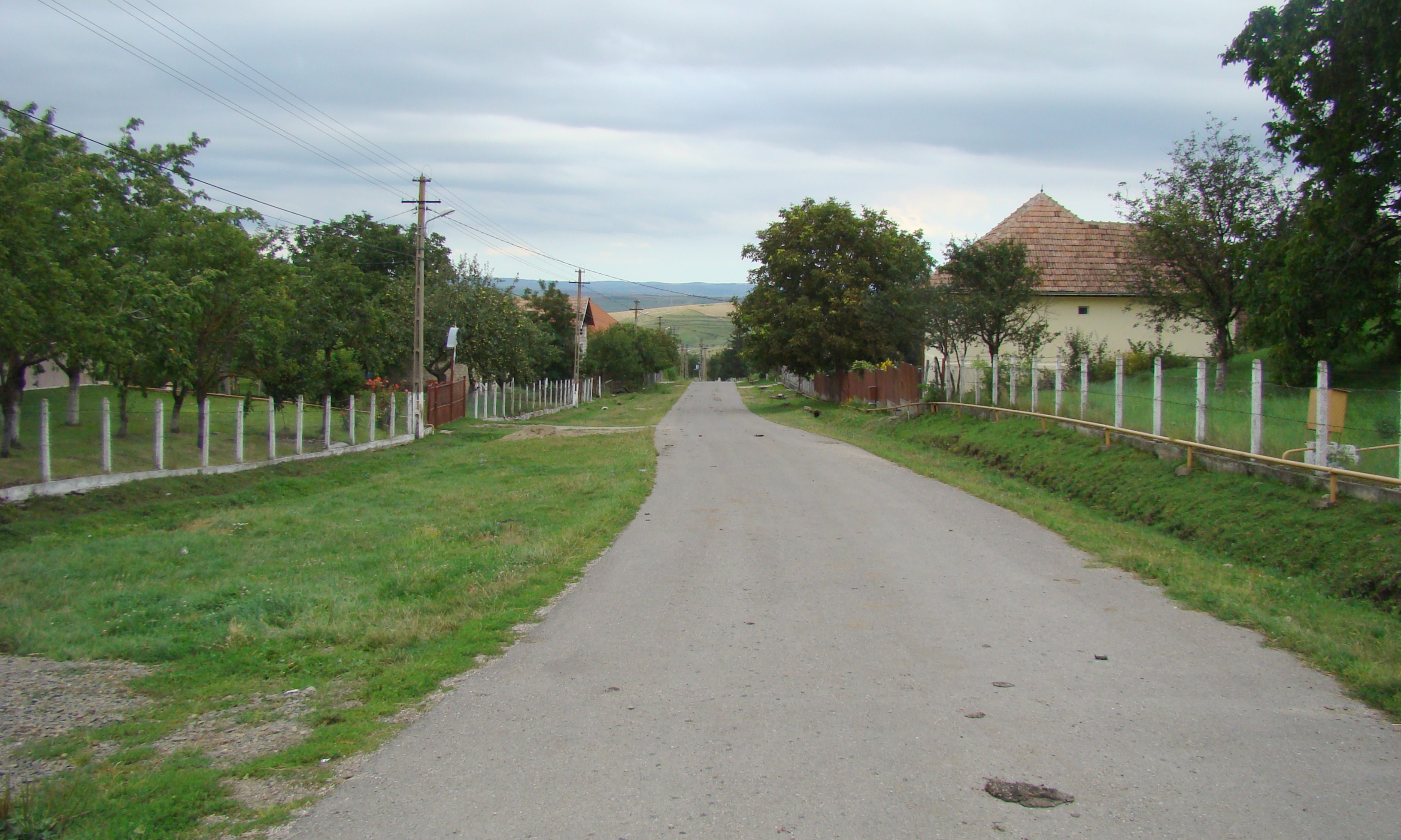
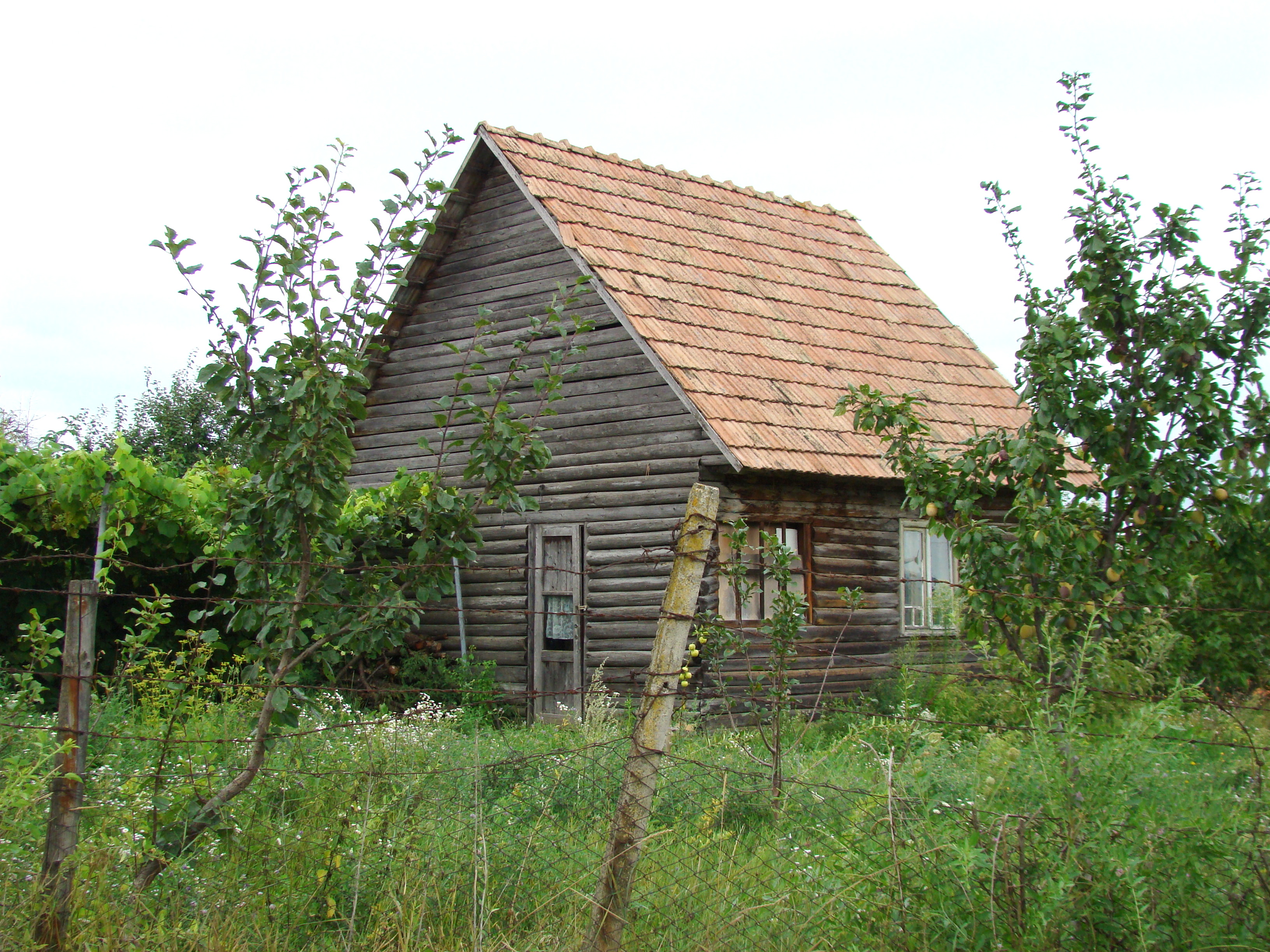
Casă de lemn
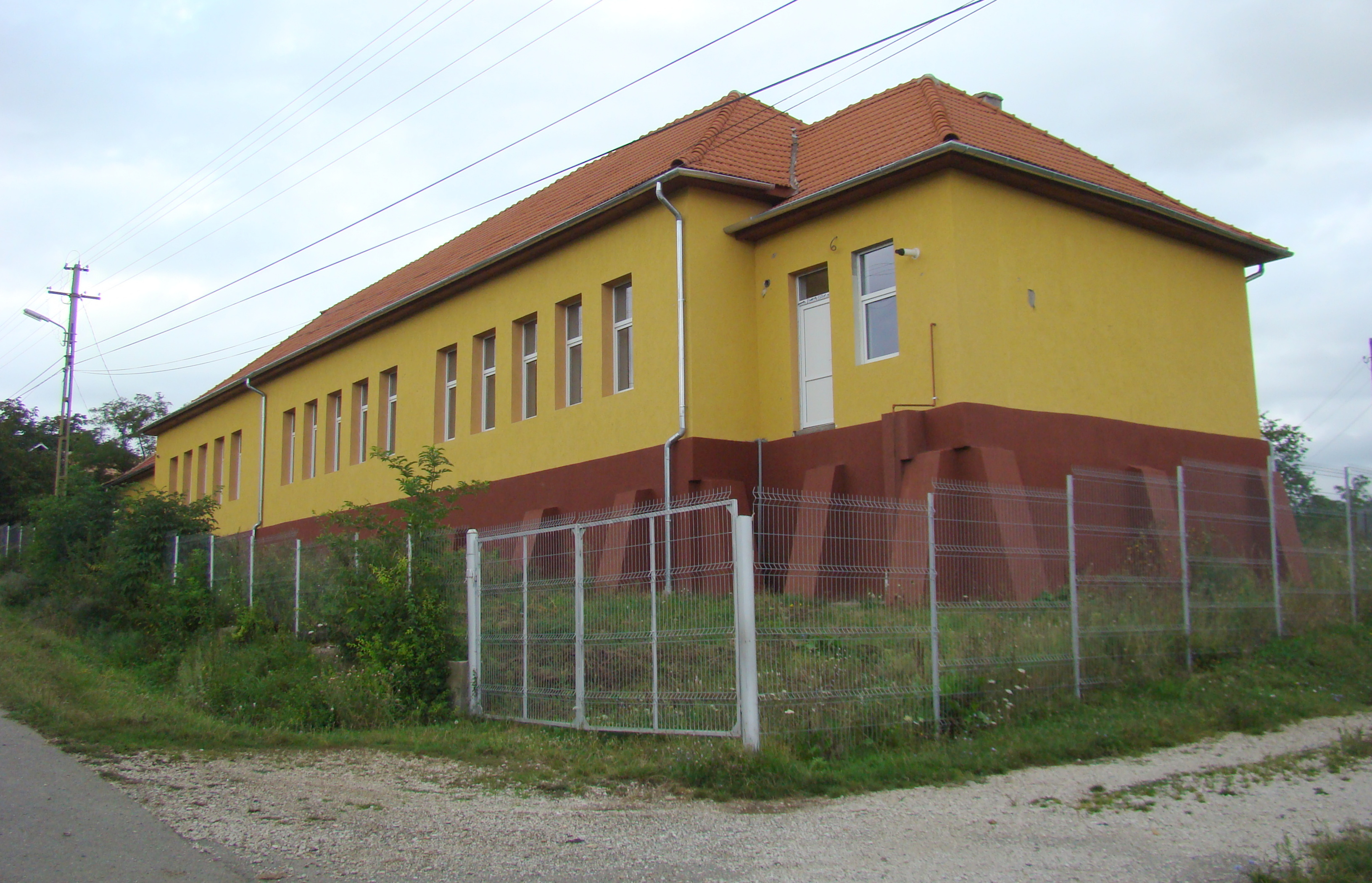
Școala
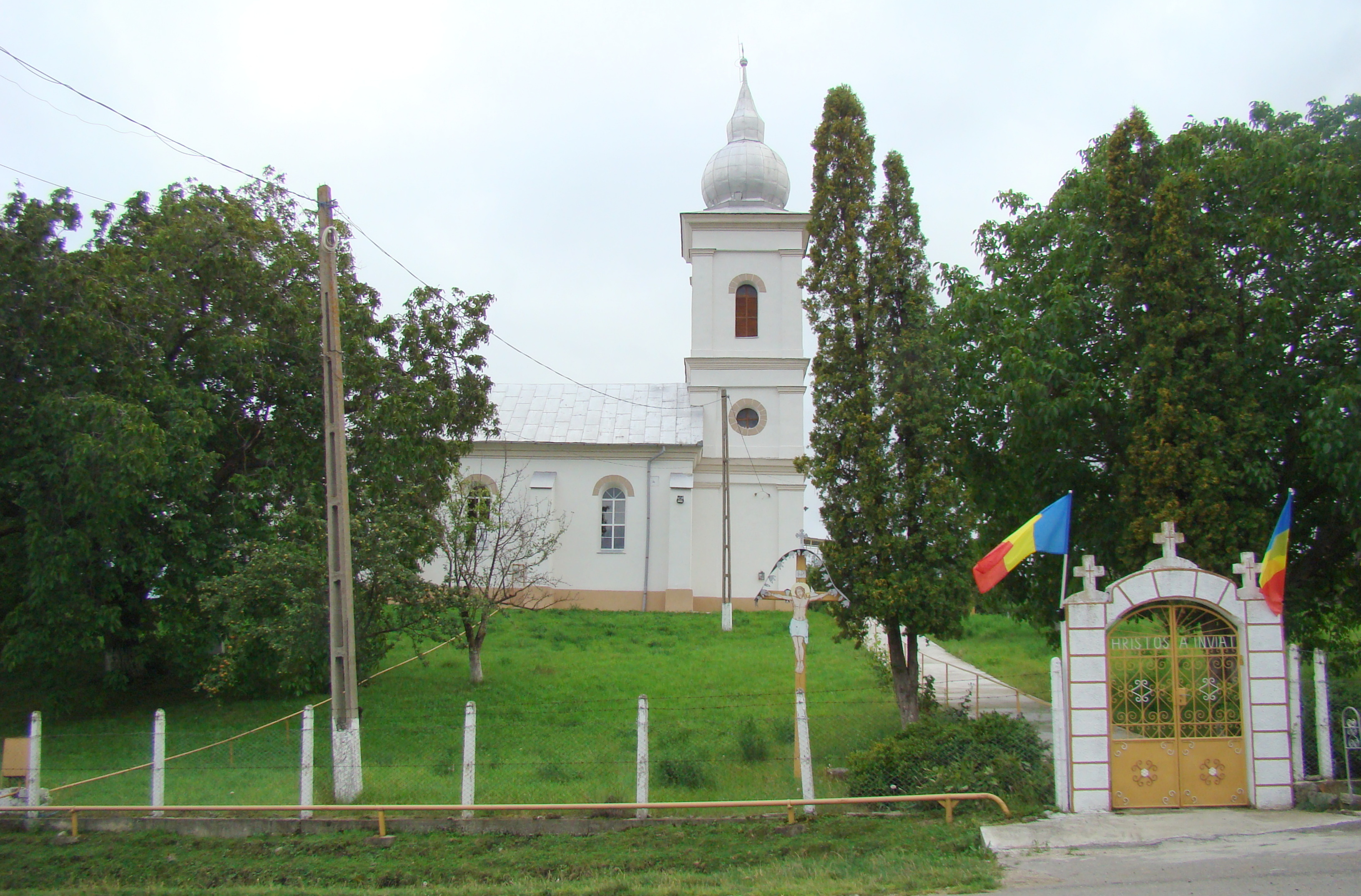
Biserica ortodoxă, fostă greco-catolică, singura din localitate
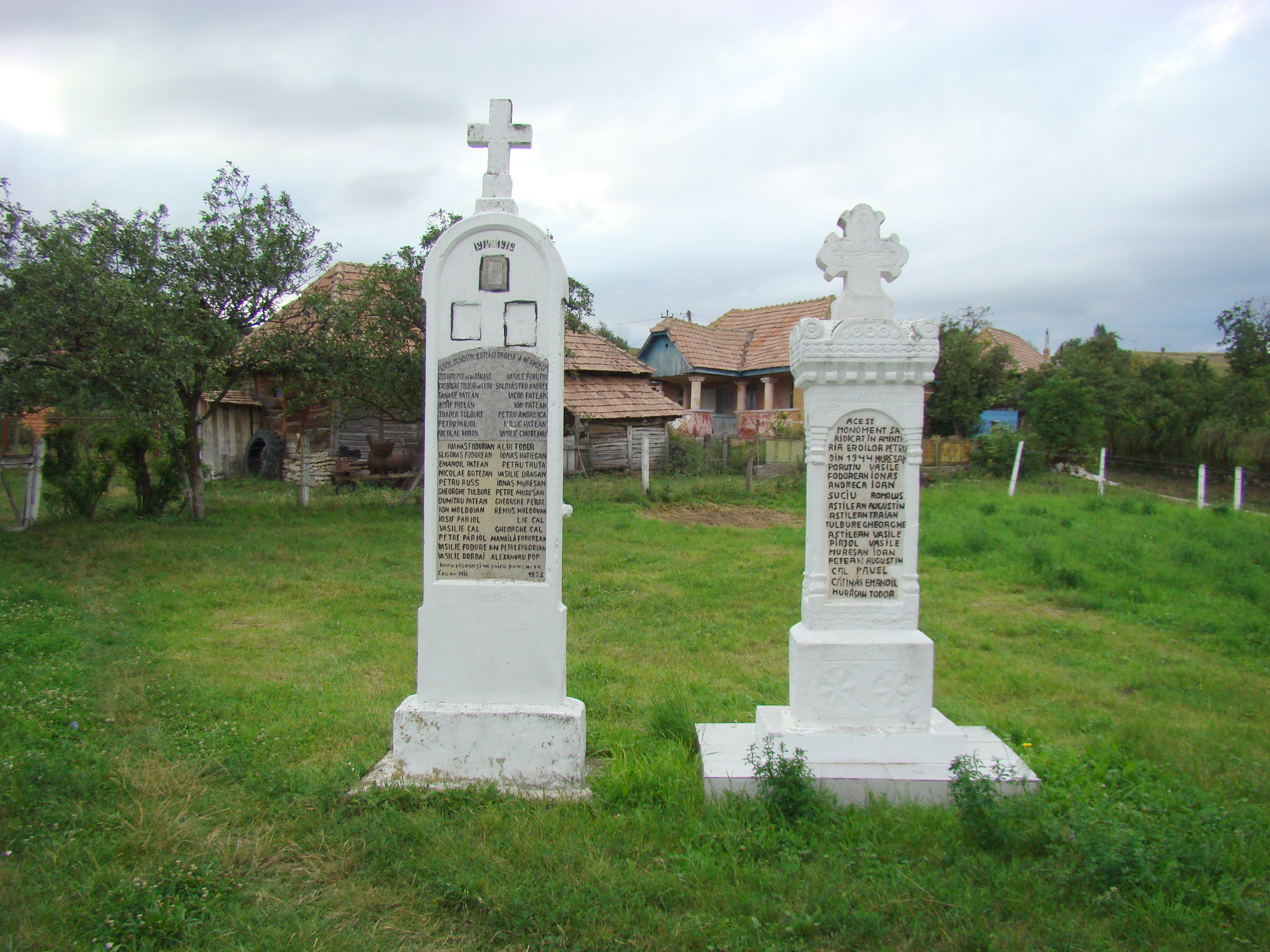
Monumentul Eroilor din satul Ceanu Mic
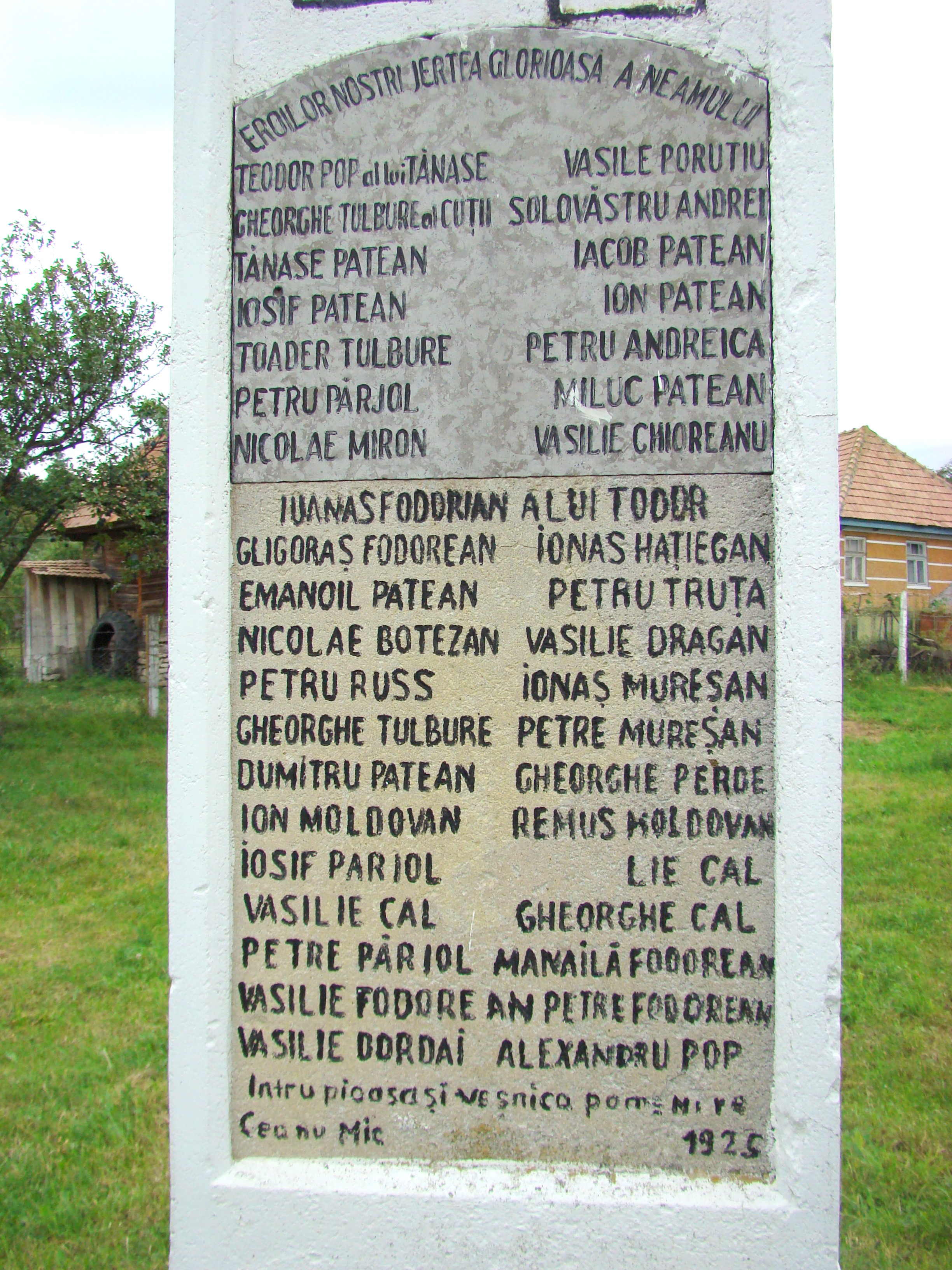
Monumentul Eroilor (detaliu)